# Ebersburg
Ebersburg est une municipalité allemande située dans le land de la Hesse et l'arrondissement de Fulda.